# Икконен, Оскар Иванович
Оскар Иванович Икконен (3 февраля 1883 — 21 апреля 1938) — политический деятель Социал-демократической партии Финляндии. Он служил в парламенте Финляндии с 1913 по 1916 год. Он поддерживал красных в гражданской войне в Финляндии 1918 года. В 1927 году он был выслан в Советский Союз правительством Финляндии. Во время Великой чистки он был арестован и заключен в тюрьму в феврале 1938 года, а затем казнен. После смерти Иосифа Сталина реабилитирован в 1958 году.